# Café cantante

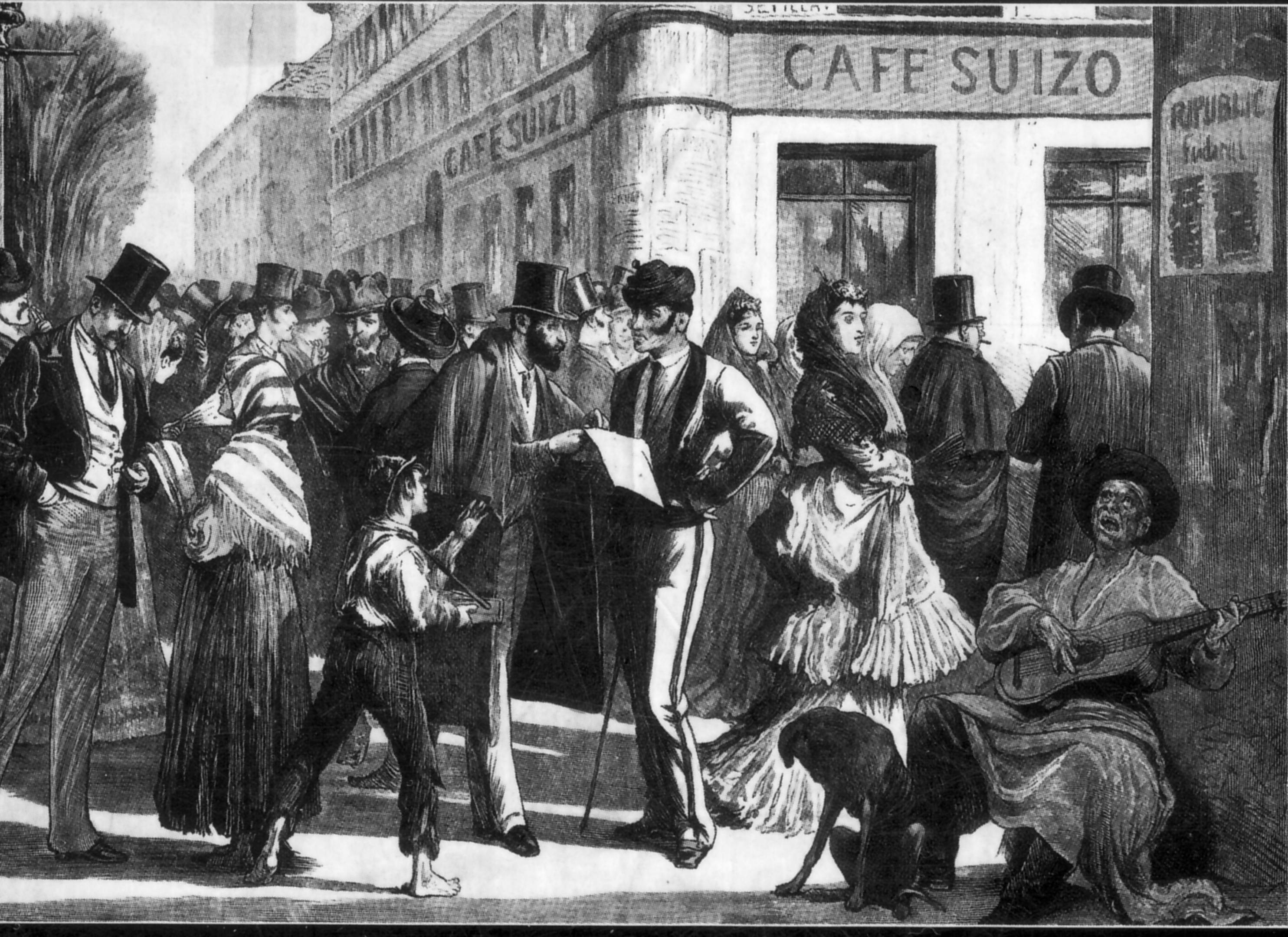
Das Café Suizo in Madrid, 1873

Ein Café cantante, auch unter der Bezeichnung Café de cante bekannt, war ein Lokal, in dem Flamenco gesungen, getanzt und musiziert wurde, häufig auch im Wechsel mit anderen Abendveranstaltungen. In den letzten Dekaden des 19. Jahrhunderts waren diese Cafés bzw. „Flamencolokale“ in ganz Spanien weit verbreitet. Sie spielten eine Schlüsselrolle in der Popularisierung und der Professionalisierung des Flamencos. In der Epoche der Cafés cantantes bildeten sich die meisten der noch heute praktizierten Formen des Flamenco heraus.

## Geschichte

### Die Anfänge
Die Cafés cantantes, hervorgegangen um 1840 aus Flamenco-Tanzschulen, entstanden als spanische Ausprägung eines Gaststätten-Typs, der damals gang und gäbe war: In vielen Ländern Europas gab es Musik- und Kabarettlokale, die sich beispielsweise Café-concert, Café musical oder Variété-Café nannten. In Spanien nahm der Flamenco kraft zunehmender Popularität einen immer größeren Teil des Programms in diesen Lokalen ein. Einige davon boten schließlich regelmäßig Flamenco, andere nur sporadisch. In den meisten Fällen wechselten Flamenco-Abende mit Bolero-Vorstellungen, Variété, Sketch, Komödien und Kleinkunst.
Das erste Café cantante Sevillas wurde 1847 als Café de los Lombardos als Anbau des Theaters San Fernando eröffnet. In seit den 1860er Jahren in Sevilla entstandenen Café cantantes (etwa El Arenal, Las Triperas, La Alegria und El Apolo) wurden unter anderem volkstümliche Komödien und Zarzuelas sowie derbe Tänze aufgeführt und es traten Akrobaten, Zauberkünstler und Spaßmacher auf. Das bekannteste und einflussreichste Café cantante entstand ab 1871 in Sevilla. In jenem Jahr übernahm der Sänger Silverio Franconetti die Leitung des schon 1862 bestehenden Salón del Recreo (Vorheriger Besitzer und Veranstalter war Manuel de la Barrera). Silverio nutzte ihn als Stätte für seine Aufführungen, so dass der Salón bald allenthalben Café de Silverio genannt wurde. Nach Zerwürfnissen mit seinem Geschäftspartner Manuel Ojeda, genannt El Burrero, gründete Silverio 1881 in der Calle del Rosario sein eigenes Café und nannte es tatsächlich Café de Silverio. Dort gaben sich Größen des Flamenco ein Stelldichein, angefangen mit Silverio selbst. Manuel Ojeda machte ebenso mit einer eigenen Unternehmung weiter, dem bis 1897 bestehenden Café del Burrero (genannt auch Café Burrero oder kurz Burrero). Es bot, wie der Spanienreisende Georges Lecomte 1896 bezeugt, neben dem Bühnentanz wohl auch private Vorführungen der Tänzerinnen für die Gäste und hatte ebenfalls großen Einfluss auf die Entwicklung des Flamencos. Als drittes in der Reihe der einflussreichen Sevillaner Cafés cantantes ist das Café Novedades zu nennen.
In den 1870er Jahren und noch stärker in den Jahren von 1880 bis 1900 wurden viele Cafés cantantes eröffnet. Ein Teil davon hatte nicht lange Bestand und geriet bald in Vergessenheit. Andere überdauerten Jahr um Jahr und fanden Eingang in die Chroniken.

In Madrid lösten ab etwa 1915/1921 Lokale gehobeneren Stils die Cafés cantantes als Auftrittsorte der bedeutenden Flamencokünstler ab. Zu jenen Spielstätten zählten das Gabrieles, das Fornos und das Villa Rosa.

### Bedeutung für die Entwicklung des Flamencos
In den Cafés cantantes klärten sich die Formen des ernsten Gesangs, des Cante jondo. Dessen wichtigste Palos, die Soleá und die Seguiriya, fanden ihre Form, die im Wesentlichen noch heute gültig ist. Es entstanden neue Palos, beispielsweise die virtuosen Bühnenversionen der volkstümlichen Fandangos, die Alegrías, die Caracoles und die koketten Tanzgenres des Garrotín und der Farruca. Tänze und Gesänge aus Lateinamerika fanden ihren Weg in die Welt des Flamenco, beispielsweise die Guajira und die Milonga. Der andalusische Tango wurde zu einem der populärsten Tänze jener Epoche.
In jener Zeit entwickelte sich auch die Gitarre zum fast ausschließlichen Begleitinstrument im Flamenco. Aus den sogenannten guitarras de tablao, aus einheimischen Hölzern gebauten Gitarren, entwickelte sich die Flamencogitarre. Die Grundformen des Gitarrenbegleitung bildeten sich heraus, mit ihrem charakteristischen Wechsel zwischen geschlagenen Akkorden und melodischen Soli. Der Kapodaster bürgerte sich als Hilfsmittel ein, um die Gitarre an die von der Sängerin oder dem Sänger gewünschten Tonlage anzupassen.
Es bildeten sich die grundlegenden Elemente des Flamenco-Tanzes heraus. Die Technik des Fußtrommelns, der Zapateado, wurde zum charakteristischen Stilelement entwickelt. Die große Innovation bei den Frauen war das Schleppenkleid, die Bata de cola, und deren schwungvoller Einsatz beim Tanz. Auch der Mantón de Manila, ein großes seidenes Umhangtuch, wird seit jener Epoche gerne von Tänzerinnen als Requisit eingesetzt. Außerdem wurde es üblich, dass die Tänzerin die Arme über den Kopf hob, um die Figur zu strecken.
Andererseits emanzipierte sich bei einigen Palos der Gesang vom Tanz. Dies gilt besonders für die ernsten Gesänge des Cante jondo. Insbesondere die Seguiriya wurde damals generell nur gesungen. Erst 1939, lange nach der Zeit der Cafés cantantes, schuf Vicente Escudero einen Tanz zur Seguiriya. Für andere Darbietungen des Cante jondo, besonders für die Soleá, entwickelte sich ein introvertierter Tanzstil, der auf spektakuläre, raumgreifende Figuren verzichtete und sich auf die Tiefe der Emotion und des Ausdrucks konzentrierte.

## Atmosphäre und Publikum

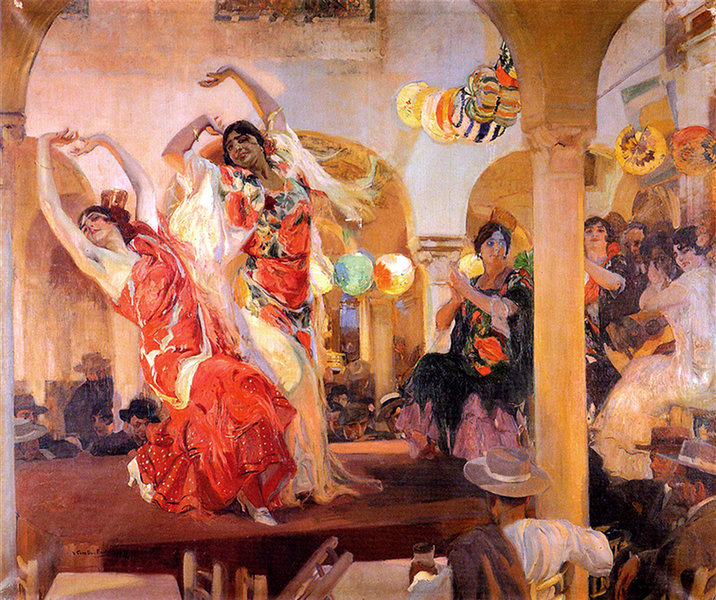
Joaquín Sorolla: Tänzerinnen im Café Novedades in Sevilla, 1914

Die meisten Cafés cantantes waren keine friedvollen Kunsttempel. In vielen von ihnen ging es laut und deftig zu. Das Publikum bestand zum großen Teil aus Arbeitern, Landleuten und Händlern – Männern, die

«(...) se acercaban a las capitales por mor de sus negocios y aprovechaban la oportunidad para conjugar su afición flamenca con posiblemente otras veleidades varoniles.»

„(...) ihrer Geschäfte wegen in die Großstädte kamen und die Gelegenheit nutzten, ihre Leidenschaft für Flamenco mit möglichen anderen männlichen Schwächen zu verbinden.“

Es wurde reichlich Wein ausgeschenkt. Tänzerinnen kokettierten mit den Gästen, um ihnen zusätzliche Ausgaben zu entlocken. Es wurden Liebschaften angebahnt und unterhalten, und es wurden Glücksspiele gespielt. Auch tätliche Auseinandersetzungen kamen vor. Cafés cantantes wurden deshalb häufig als Lasterhöhlen angesehen, die von der örtlichen Bevölkerung gemieden wurden. Pierre Louÿs schrieb 1895, er habe erlebt, dass Familienväter und Jugendliche dort ihren gesamten Tages- oder Wochenlohn ausgaben.
Andere Autoren schilderten in den 1890er Jahren den Betrieb und das Publikum in freundlicheren Farben und hoben die pittoresken Aspekte hervor. Das Publikum sei gut gemischt, neben den oben genannten Gruppen, neben Huren und einzelnen Toreros seien auch Soldaten, Studenten, und die örtliche bessere Gesellschaft vertreten. Viele Besucher seien ihrem Stand entsprechend stilvoll gekleidet, selbst die Landleute. Nicolás Salmerón schilderte 1897 zusammenfassend die Atmosphäre in einem madrilenischen Café cantante:

«Tomadores y timadores de ambos sexos en busca de emociones fuertes y de relojes de oro, que van oír el cante entre dos temporadas (...); un público special en quien se conserva vivo y poderoso el gusto nacional, el amor a lo genuinamente español, a todo lo que es ruido, música, poesía, al idilio tierno y a la tragedia espantosa, al ¡ay! del sentimiento y al rojo del sangre.»

„Gäste und Gauner beiderlei Geschlechts auf der Suche nach starken Gefühlen und goldenen Uhren, die in der Freizeit (...) dem Cante lauschen wollen; ein besonderes Publikum, in dem der nationale Geschmack lebendig und kraftvoll fortbesteht, die Liebe zum echt Spanischen, zu allem, was Lärm, Musik, Poesie, die zarte Idylle und die grausige Tragödie ausmacht, zum inbrünstigen „¡ay!“ und zum Rot des Blutes.“

Das typische Café cantante bestand aus einem großen Raum mit weiß getünchten Wänden, beleuchtet von Öllampen oder Gaslaternen. Um rohe Holztische gruppierten sich Stühle mit Sitzen aus Schilfrohr. An einer der Wände war eine kleine Bühne mit großen Spiegeln aufgebaut. Vorhänge dienten für die Auftritte und Abgänge der Künstler. Hinten auf der Bühne, direkt vor der Wand, standen Stühle für sie. Zu beiden Seiten der Szene gab es schlicht gestaltete Logen, gabinetes genannt. Sie waren reserviert für Kunden, die gewillt waren, etwas größere Beträge für eine gute Flasche Wein auszugeben. Von dort aus konnte man das Schauspiel getrennt vom übrigen Publikum verfolgen. Ferner dienten sie als Rückzugsorte für Privatvorstellungen, wenn das Lokal eigentlich schon geschlossen hatte.
Die Tanzgruppe pflegte aus drei bis vier Tänzerinnen zu bestehen und aus einem Tänzer. Hinzu kamen ein Gitarrist, ein bis zwei Sängerinnen oder Sänger und vier oder fünf Mädchen oder junge Frauen, die mit Händeklatschen und Anfeuerungsrufen begleiteten. Mitunter wagte eine von ihnen ihre ersten Tanzschritte vor Publikum, so dass sich aus ihren Reihen Nachwuchs für die Gruppe der Tänzerinnen ergab. Mit dem Klang der Gitarre begann die Vorstellung, und das Publikum richtete seine Aufmerksamkeit zur Bühne hin:

«De súbito se deja oír el rasgueo de la guitarra, acompañado del palmoteo y los golpes que con el talón de las botas dan los bailaores sobre el tablado. Las miradas y la atención del auditorio convergen unánimes sobre les actores de la escena. El cantaor empuña al mismo tiempo un bastón o un flexible junco con cual va golpeando el suelo o el travesaño de la silla al compás de la música (...)»

„Plötzlich hört man den Anschlag der Gitarre, begleitet vom Händeklatschen der Tänzer und dem Stampfen ihrer Stiefelabsätze auf der Bühne. Die Blicke und die Aufmerksamkeit des Publikums richten sich einhellig auf die Darsteller auf der Bühne. Gleichzeitig hält der Sänger einen Stock oder ein flexibles Rohr, mit dem er im Takt der Musik auf den Boden oder den Querholm des Stuhls schlägt (...)“

Die Vorstellung habe mit frenetischem Applaus und lauten Zurufen wie „¡olé!“ und „¡viva mi tierra!“ geendet, schloss Olivares de la Peña seine Schilderung ab.

## Rezeption
Die künstlerische und historische Würdigung der Cafés cantantes ist zwiespältig. Kritiker beklagten den Untergang der musikalischen Tradition der Gitanos. So urteilte Demófilo:

«Los cafés mataran por completo el cante gitano en no lejano plazo (...) Al salír del gitano de la taberna al café se ha andaluzado, convirtiéndose en lo que hoy llama flamenco todo el mundo. Silverio, para ennoblecer el cante gitano (...) ha creado el género flamenco, mezcla de elementos gitanos y andaluzes.»

„Die Cafes werden den Cante der Gitanos in naher Zukunft vollständig töten (...) Indem er von der Taverne der Gitanos ins Café wechselte, wurde er andalusisch und zu dem, was heute auf der ganzen Welt Flamenco genannt wird. In der Absicht, den Cante der Gitanos zu veredeln, (...) hat Silverio das Flamenco-Genre geschaffen, eine Mischung aus Gitano- und andalusischen Elementen.“

Heutige Experten wie Ángel Álvarez Caballero halten dem entgegen, dass diese Entwicklung unausweichlich gewesen sei. Hätte Silverio sie nicht vorangetrieben, so hätten es andere getan. Angesichts des sozialen Wandels hätte sich die reine, auf die familiäre Kultur der Gitanos beschränkte Form ihrer Musik nicht halten können. Sie hätte stagniert und wäre letztlich zu einem Fall für das Museum geworden.